# Tramway de Pyongyang
Le tramway de Pyongyang est un tramway desservant la ville de Pyongyang , en Corée du Nord.
La première ligne du système actuel a été inaugurée en 1989. Il y a actuellement quatre lignes en service.

## Histoire
Avant la guerre de Corée il y avait trois systèmes de tramway dans toute la péninsule coréenne : un à Séoul, un à Busan et un à Pyongyang. Cependant, le système à Pyongyang a été abandonné après la guerre en grande partie en raison de la destruction importante de la ville par les bombardements des États-Unis et de l’ONU. Les deux autres, à Séoul et à Busan, ont survécu à la guerre, mais ont finalement été abandonnées lorsque les voitures sont devenues plus courantes et un moyen de transport plus important en Corée du Sud en 1968, ne laissant ainsi aucun réseau de tramway sur la péninsule. 
Pendant la famine en Corée du Nord dans les années 1990, le service des lignes de tramway est devenu rare, et souvent les tramways ne fonctionnaient pas en raison du manque de conducteurs et de la pénurie d’électricité. 
Contrairement à la Corée du Sud, la possession personnelle de voiture en Corée du Nord est très rare. Les Nord-Coréens, en particulier ceux qui vivent à Pyongyang et dans d’autres grandes villes, dépendent principalement des transports en commun. À Pyongyang, il existe des trolleybus (le système de trolleybus de Pyongyang) et des métros (le métro de Pyongyang), ces deux étant ses principales formes de transport public. Cependant, les lignes de trolleybus devenant progressivement surpeuplées, la ville a décidé de rouvrir les lignes de tramway. La première ligne a été ouverte le 15 avril 1991. 
À partir du 14 octobre 2002, le tronçon de la ligne 1 entre P’yŏngyang-yŏk et Songyo a été fermé car le pont sur la rivière Taedong a commencé à se détériorer divisant la ligne 1 en deux parties séparées par la rivière Taedong. Le tronçon de Songyo à Songsin a finalement été remplacé par un trolleybus en 2014. La partie traversant le pont a été remplacée par un service de bus. La démolition des voies entre Songyo et la gare de Pyongyang a été achevée le 9 septembre 2003. 
En 2008, la société de transport de la ville de Prague a vendu 20 rames de tram d’occasion à l’entreprise de transport public de Pyongyang ainsi qu’une cargaison de tramways. Ces tramways ont été construits de 1967 pour le Tatra T3 en version originale, à 1987 pour la modification T3SUCS. Ondřej Pečený, porte-parole de la Société de transport de la ville de Prague, ces tramways sont en très bon état et peuvent fonctionner pendant au moins deux ans sans avoir besoin d’un service. Les tramways ont été fabriqués par Tatra, une entreprise tchécoslovaque, à l’époque socialiste de ce pays. Différents types sont utilisés, mais il n’existe actuellement pas de voitures de tramway à plancher bas. 
Après la fermeture du dépôt de Songsin, une extension a été ajoutée au dépôt de Rangnang pour abriter les tramways transférés de ce dépôt. 
Auparavant, les touristes étrangers n’étaient pas autorisés à emprunter les lignes de tramway, mais certaines visites récentes ont commencé à inclure des trajets en tramway (bien que les trajets ne soient pas partagés avec les habitants et soient plutôt affrétés, contrairement au métro de Pyongyang). 
En raison de la nécessité de transport, les conducteurs de tramway peuvent se voir attribuer des postes même les jours fériés. 